# Libia na Letnich Igrzyskach Olimpijskich 2024
Libia na Letnich Igrzyskach Olimpijskich 2024 – występ kadry sportowców reprezentujących Libię na igrzyskach olimpijskich, które odbyły się w Paryżu we Francji, w dniach 26 lipca – 11 sierpnia 2024.
Reprezentacja Libii liczyła sześcioro zawodników – kobietę i pięciu mężczyzn, którzy wystąpili w 5 dyscyplinach.
Był to dwunasty start Libii na letnich igrzyskach olimpijskich.

## Reprezentanci

### Lekkoatletyka
| Zawodnik      | Konkurencja       | Runda 1 | Runda 1 | Runda 2 | Runda 2 | Półfinał | Półfinał | Finał | Finał   | Źródło |
| Zawodnik      | Konkurencja       | Wynik   | Miejsce | Wynik   | Miejsce | Wynik    | Miejsce  | Wynik | Miejsce | Źródło |
| ------------- | ----------------- | ------- | ------- | ------- | ------- | -------- | -------- | ----- | ------- | ------ |
| Ahmed Essabai | bieg na 100 m (m) | 11.89   | 44.     | NQ      | NQ      | NQ       | NQ       | NQ    | NQ      | [ 1 ]  |

### Pływanie
| Zawodnik          | Konkurencja               | Eliminacje | Eliminacje | Półfinał | Półfinał | Finał | Finał | Źródło |
| Zawodnik          | Konkurencja               | Czas       | Poz.       | Czas     | Poz.     | Czas  | Poz.  | Źródło |
| ----------------- | ------------------------- | ---------- | ---------- | -------- | -------- | ----- | ----- | ------ |
| Yousef Abubaker   | 100 m st. dowolnym (m)    | 56,19      | 75.        | NQ       | NQ       | NQ    | NQ    | [ 2 ]  |
| Maleek Al-Mukhtar | 100 m st. grzbietowym (k) | 1:10,99    | 36.        | NQ       | NQ       | NQ    | NQ    | [ 3 ]  |

### Podnoszenie ciężarów
| Zawodnik       | Konkurencja | Rwanie | Rwanie  | Podrzut | Podrzut | Razem | Pozycja | Źródło |
| Zawodnik       | Konkurencja | Wynik  | Pozycja | Wynik   | Pozycja | Razem | Pozycja | Źródło |
| -------------- | ----------- | ------ | ------- | ------- | ------- | ----- | ------- | ------ |
| Ahmed Abuzriba | -102 kg (m) | 164 kg | 11.     | DNF     | DNF     | DNF   | DNF     | [ 4 ]  |

### Strzelectwo
| Zawodnik            | Konkurencja                     | Kwalifikacje | Kwalifikacje | Półfinał | Półfinał | Finał | Finał   | Źródło |
| Zawodnik            | Konkurencja                     | Wynik        | Pozycja      | Wynik    | Pozycja  | Wynik | Pozycja | Źródło |
| ------------------- | ------------------------------- | ------------ | ------------ | -------- | -------- | ----- | ------- | ------ |
| Mohammed Bin Dallah | pistolet pneumatyczny, 10 m (m) | 555-9x       | 32.          | NQ       | NQ       | NQ    | NQ      | [ 5 ]  |

### Wioślarstwo
| Zawodnik       | Konkurencja | Eliminacje | Eliminacje | Repasaż | Repasaż | Ćwierćfinały | Ćwierćfinały | Półfinały | Półfinały | Finał   | Finał | Miejsce | Źródło |
| Zawodnik       | Konkurencja | Czas       | M.         | Czas    | M.      | Czas         | M.           | Czas      | M.        | Czas    | M.    | Miejsce | Źródło |
| -------------- | ----------- | ---------- | ---------- | ------- | ------- | ------------ | ------------ | --------- | --------- | ------- | ----- | ------- | ------ |
| Mohamed Bukrah | jedynka (m) | 7:37.75    | 5. R       | 7:45.55 | 5. SE/F | NQ           | NQ           | 8:00.42   | 4. FF     | 7:28.90 | 1.    | 31.     | [ 6 ]  |